# Gordon Segal
Gordon Segal (* um 1940) ist der Gründer und ehemalige CEO der nordamerikanischen Einrichtungskette und Versandhandels Crate&Barrel.
Segal absolvierte 1960 die Kellogg School of Management der Northwestern University. Er arbeitete als Immobilienmakler, bevor er 1962 gemeinsam mit seiner Frau Carole Browe Segal und mit geborgten $ 17.000 den ersten Einzelhandelsladen in Old Town Chicago gründete. Das Grundkonzept war Haushaltswaren in zeitgemäßem Design in Europa bei den Produzenten bzw. Designern einzukaufen und unter Umgehung des Zwischenhandels direkt dem Endkunden anzubieten. Da das Grundkapital für die Ladeneinrichtung nicht reichte, präsentierten sie die Waren auf den Kisten (engl. crate) und Fässern (engl. barrel), in denen sie geliefert wurden.
Getreu dem Konzept wurde 1967 der Versandhandel eröffnet. Es folgten weit über hundert Filialen in den Vereinigten Staaten. 1998 beteiligte sich Otto Versand mit 51 % am Unternehmen. Segal blieb CEO, bis er diese Funktion im Mai 2008 an seine langjährige Mitarbeiterin Barbara A. Turf übergab.
Segal wurde 2007 vom Bundesverband des Deutschen Versandhandels zum Multi-Channel-Retailer of the Year gekürt.